# Joaquim de Santa Clara Brandão
Joaquim de Santa Clara Brandão, OSB (Porto, 30 de agosto de 1740 – 11 de janeiro de 1818) foi um frade beneditino no Mosteiro de Tibães, tendo tomado hábito em 30 de março de 1754 e sido ordenado presbítero em 24 de maio de 1766. Era destacado orador. Foi diretor geral dos estudos da Congregação de São Bento e Dom Abade do seu Colégio de Coimbra.

## Biografia
Foi nomeado para a cátedra arquiepiscopal de Évora em 1816, tendo sido curto o seu governo, pois veio a falecer em 11 de Janeiro de 1818.
Foi graduado pela Universidade de Coimbra depois professor universitário. Foi substituto da Cadeira de Hebreu no Real Colégio das Artes; Lente Proprietário da Cadeira de Exegética do Novo Testamento; Lente de Prima de Teologia e Decano da Faculdade.
Era sócio da Academia Real das Ciências de Lisboa.
Foi deputado da Real Mesa Censória e, na sua extinção, deputado da Junta das Escolas menores em Coimbra.